# اختفاء بلا أثر (برنامج تلفزيوني)
اختفاء بلا أثر هو برنامج تلفزيوني وثائقي أمريكي على شبكة اكتشاف التحقيق والذي عرض لأول مرة في 10 ديسمبر 2009. ويتضمن العرض إعادة تمثيل ومقابلات مع ضباط تطبيق القانون والمحققين والأقارب ذوي العلاقة بالقضايا التي اختفى فيها الأفراد. تركز كل حلقة على حالة واحدة إما فرد واحد، أو في بعض الأحيان العديد من الأفراد الذين اختفوا معًا.
تألف العرض الأولي من ستة مواسم تم بثها في الأصل بين ديسمبر 2009 إلى أبريل 2013. بعد توقف دام 3 سنوات، في 11 أبريل 2016، استؤنف العرض على شبكة اكتشاف التحقيق، حيث ظهر لأول مرة في موسمه السابع.

## التنسيق
اختفاء بلا أثر يتبع تنسيق وثائقي. ويضم إعادة تمثيل ومقابلات مع أفراد العائلة والأصدقاء وإنفاذ القانون المرتبطين بالرعية (رعايا) المفقودة، لاستكشاف حياتهم الأخيرة والإجراءات الأخيرة قبل الاختفاء. في الوقت الذي تبث فيه الحلقات، تم حل بعض الحالات، مع نتائج متنوعة، ولكن في معظم الأحيان لم يتم توضيح القضايا التي تم تناولها وقت وصول الحلقة إلى البث.

## تاريخ البث
أذيعت السلسلة لأول مرة في 10 ديسمبر 2009، وتضم حالة براندي إلين ويلز. بعد انقضاء الموسم السادس في عام 2013، انقطعت السلسلة لفترة دامت ثلاث سنوات. في 11 أبريل 2016، عادت السلسلة إلى شبكة اكتشاف التحقيق لموسم سابع. تم تجديد البرنامج لموسم ثامن، والذي عرض لأول مرة في 26 مارس 2017. عرض الموسم التاسع لأول مرة في 16 مارس 2018.

## الحلقات
قائمة حلقات اختفاء بلا أثر

## وصلات خارجية
- اختفاء بلا أثر على موقع IMDb (الإنجليزية)
- اختفاء بلا أثر على موقع كينوبويسك (الروسية)
- اختفاء بلا أثر على موقع قاعدة بيانات الفيلم (الإنجليزية)